# توماس لورانس (سياسي)
توماس لورانس (بالإنجليزية: Thomas Lawrence)‏ هو سياسي أمريكي، ولد في 4 سبتمبر 1689 في نيويورك في الولايات المتحدة، وتوفي في 21 أبريل 1754 في فيلادلفيا في الولايات المتحدة.